# Królewski Stan
Królewski Stan (biał. Каралёў Стан Karalou Stan; ros. Королёв Стан, Korolow Stan) – wieś na Białorusi, w obwodzie mińskim, w rejonie mińskim, w sielsowiecie Borowlany. Przy drodze magistralnej M2.
W 1514 roku miał tu odpoczywać król Zygmunt I Stary wraz z wojskiem w czasie wojny z Moskwą. Wieś znajdowała się w granicach Wielkiego Księstwa Litewskiego, początkowo w województwie trockim, od 1566 roku w województwie mińskim. Po II rozbiorze Polski włączona do Rosji, gdzie należała do ujezdu mińskiego w guberni mińskiej. Od 1919 roku w granicach Białoruskiej SRR. W latach 1919–1920, po zajęciu przez Wojsko Polskie, znalazła się w okręgu mińskim pod Zarządem Cywilnym Ziem Wschodnich. Od 1938 roku wchodzi w skład obwodu mińskiego.